# Liste der Bodendenkmäler in Painten
Auf dieser Seite sind die Bodendenkmäler in dem niederbayerischen Markt Painten zusammengestellt. Diese Tabelle ist eine Teilliste der Liste der Bodendenkmäler in Bayern. Grundlage ist die Bayerische Denkmalliste, die auf Basis des Bayerischen Denkmalschutzgesetzes vom 1. Oktober 1973 erstmals erstellt wurde und seither durch das Bayerische Landesamt für Denkmalpflege geführt wird. Die folgenden Angaben ersetzen nicht die rechtsverbindliche Auskunft der Denkmalschutzbehörde.

## Bodendenkmäler in Painten

### Bodendenkmäler in der Gemarkung Neulohe
| Lage                       | Objekt | Akten-Nr.     | Bild |
| -------------------------- | --- | ------------- | ---- |
| Neulohe Painten (Standort) | Verebnete Grabhügel vorgeschichtlicher Zeitstellung. | D-2-7036-0156 |      |
| Neulohe Painten (Standort) | Untertägige mittelalterliche und frühneuzeitliche Befunde im Bereich des Schlosses und der Katholischen Nebenkirche St. Sebastian, ehemals Schlosskapelle, in Maierhofen, zuvor wohl mittelalterliche Burg. | D-2-7036-0174 |      |

### Bodendenkmäler in der Gemarkung Painten
| Lage               | Objekt | Akten-Nr.     | Bild |
| ------------------ | --- | ------------- | ---- |
| Painten (Standort) | Siedlung vor- und frühgeschichtlicher Zeitstellung. | D-2-7036-0154 |      |
| Painten (Standort) | Untertägige mittelalterliche und frühneuzeitliche Befunde im Bereich der Katholischen Pfarrkirche St. Georg in Painten, darunter die Spuren von Vorgängerbauten bzw. älteren Bauphasen sowie der aufgelassene historische Ortsfriedhof. | D-2-7036-0168 |      |

### Bodendenkmäler in der Gemarkung Paintner Forst
| Lage                              | Objekt                                                                                   | Akten-Nr.     | Bild |
| --------------------------------- | ---------------------------------------------------------------------------------------- | ------------- | ---- |
| Paintner Forst Painten (Standort) | Grabhügel vorgeschichtlicher Zeitstellung.                                               | D-2-6937-0001 |      |
| Paintner Forst Painten (Standort) | Grabhügel vorgeschichtlicher Zeitstellung.                                               | D-2-6937-0002 |      |
| Paintner Forst Painten (Standort) | Schürfgrubenfelder vor- und frühgeschichtlicher bzw. mittelalterlicher Zeitstellung.     | D-2-6937-0003 |      |
| Paintner Forst (Standort)         | Schürfgrubenfelder vor- und frühgeschichtlicher Zeitstellung oder des Mittelalters.      | D-2-6937-0004 |      |
| Paintner Forst Painten (Standort) | Schürfgrubenfelder vor- und frühgeschichtlicher bzw. mittelalterlicher Zeitstellung.     | D-2-6937-0005 |      |
| Paintner Forst Painten (Standort) | Schürfgrubenfeld vor- und frühgeschichtlicher bzw. mittelalterlicher Zeitstellung.       | D-2-6937-0006 |      |
| Paintner Forst (Standort)         | Schürfgrubenfeld vor- und frühgeschichtlicher bzw. mittelalterlicher Zeitstellung.       | D-2-6937-0007 |      |
| Paintner Forst Painten (Standort) | Schürfgrubenfeld vor- und frühgeschichtlicher bzw. mittelalterlicher Zeitstellung.       | D-2-6937-0008 |      |
| Paintner Forst Painten (Standort) | Silexabbaugebiet und Schlagplatz der Steinzeiten, unter anderem wohl des Paläolithikums. | D-2-6937-0009 |      |
| Paintner Forst Painten (Standort) | Grabhügel vorgeschichtlicher Zeitstellung.                                               | D-2-7036-0151 |      |
| Paintner Forst Painten (Standort) | Schürfgrubenfeld vor- und frühgeschichtlicher Zeitstellung oder des Mittelalters.        | D-2-7036-0184 |      |
| Paintner Forst Painten (Standort) | Schürfgrubenfelder vor- und frühgeschichtlicher bzw. mittelalterlicher Zeitstellung.     | D-2-7036-0185 |      |
| Paintner Forst Painten (Standort) | Schürfgrubenfelder vor- und frühgeschichtlicher bzw. mittelalterlicher Zeitstellung.     | D-2-7037-0153 |      |
| Paintner Forst Painten (Standort) | Schürfgrubenfelder vor- und frühgeschichtlicher bzw. mittelalterlicher Zeitstellung.     | D-2-7037-0154 |      |
| Paintner Forst Painten (Standort) | Schürfgrubenfelder vor- und frühgeschichtlicher bzw. mittelalterlicher Zeitstellung.     | D-2-7037-0155 |      |
| Paintner Forst Painten (Standort) | Schürfgrubenfeld vor- und frühgeschichtlicher bzw. mittelalterlicher Zeitstellung.       | D-2-7037-0207 |      |
| Paintner Forst Painten (Standort) | Schürfgrubenfelder vor- und frühgeschichtlicher bzw. mittelalterlicher Zeitstellung.     | D-2-7037-0208 |      |

### Bodendenkmäler in der Gemarkung Rothenbügl
| Lage                          | Objekt                                                          | Akten-Nr.     | Bild |
| ----------------------------- | --------------------------------------------------------------- | ------------- | ---- |
| Rothenbügl Painten (Standort) | Untertägige Befunde der frühneuzeitlichen Glashütte Rothenbügl. | D-2-7037-0152 |      |